# Angelo Badalamenti
Angelo Badalamenti   (Brooklyn i Nova York, 22 de març de 1937 - Lincoln Park, 11 de desembre de 2022) va ser un músic i compositor estatunidenc d'origen italià, reconegut pel seu treball en obres com Vellut Blau, Twin Peaks i Mulholland Drive.

## Biografia
Es considera que la seva entrada de ple en el món del cinema és gràcies a David Lynch i la seva pel·lícula Vellut blau. Badalamenti havia estudiat a diverses escoles de música de Nova York i havia acompanyat a cantants com a pianista. Però, originalment va començar treballant a la producció de Vellut Blau com a assistent de cant d'Isabella Rossellini, després de converses amb Lynch per discutir l'adaptació de diferents cançons va acabar component la banda sonora.
El seu major èxit el va obtenir amb la sèrie Twin Peaks, la banda sonora de la qual es va convertir en tot un èxit de vendes arreu del món. Pel tema principal de Twin Peaks va ser guardonat amb el Grammy a la millor interpretació instrumental pop, l'any 1991.
Posteriorment, Badalamenti ha treballat component en diferents projectes de cinema independent i sèries de televisió. També ha compost diverses cançons per a la cantant pop Julee Cruise, amb qui ja havia treballat a Twin Peaks, així com amb la vocalista Marianne Faithfull.
Va ser el compositor també de diverses de les fanfàrries olímpiques dels Jocs Olímpics d'Estiu a Barcelona de 1992. La més reconeguda és la cançó que va acompanyar l'entrada de la torxa en flames.
També ha sigut el responsable a càrrec de la banda sonora per al videojoc d'aventura francès Fahrenheit (conegut als Estats Units com Indigo Prophecy).
La música feta per Badalamenti generalment es caracteritza per les seves melancòliques i sinuoses melodies, així com les seves aproximacions al jazz.
Per la seva obra a The Straight Story (Una història de debò) va ser nominat al Globus d'Or a la millor banda sonora original l'any 1999. També el 2002 es va repetir la nominació als Globus d'Or per la banda sonora del film Mulholland Drive.

## Obra
- 2018
  - Between Worlds
- 2017
  - Twin Peaks (Sèrie TV, 3a temporada)
- 2015
  - Gold Coast
- 2013
  - Stalingrad
- 2012
  - A Late Quartet
- 2011
  - A Butterfly Kiss
- 2010
  - A Woman
- 2009
  - 44 Inch Chest
- 2008
  - The Edge Of Love (amb la cantant Siouxsie Sioux)
- 2006
  - The Wicker Man
- 2005
  - Fahrenheit (videojoc)
  - Dark Water
  - Dominion: Prequel to The Exorcist
- 2004
  - Evilenko
  - Un long dimanche de fiançailles
- 2003
  - Indoor Fireworks
  - Les Liaisons dangereuses (minisèrie)
  - Resistance
- 2002
  - Secretary
  - The Adversary
  - Auto Focus
  - Cabin Fever
  - Darkend Room
  - Lathe of Heaven
  - Rabbits
- 2001
  - Cet amour là
  - Mulholland Drive
  - Julie Johnson
- 2000
  - A Piece of Eden (2000)
  - The Beach
  - Birthday Girl
- 1999
  - Story of a Bad Boy (1999)
  - Forever Mine (1999)
  - Holy Smoke (1999)
  - The Straight Story (1999)
  - Arlington Road
- 1997
  - Cracker (Sèrie TV)
  - The Blood Oranges
  - The Last Don (Tema principal)
- 1996
  - Lost Highway (Carretera perduda)
  - "Profiler" (Sèrie TV) (Tema principal)
  - La Cité des enfants perdus/The City of the Lost Childrens
- 1994
  - Naked in New York
  - Witch Hunt (TV)
  - Inside The Actors Studio (Sèrie TV) (Tema principal)
- 1993
  - Hotel Room (Sèrie TV)
- 1992
  - Twin Peaks: Fire Walk with Me
  - "On The Air" (Sèrie TV)
- 1990
  - Twin Peaks (Sèrie TV)
  - Industrial Symphony N.º 1: The Dream of the Broken Hearted (1990)
  - Wild at Heart
  - The Comfort of the Strangers
- 1989
  - National Lampoon's Christmas Vacation
  - Wait Until Spring, Baldini
  - Cousins
  - Parents
- 1987
  - Tough Guys Don't Dance
  - Weeds
  - Nightmare on Elm Street 3
- 1986
  - Blue Velvet
- 1976
  - Across The Great Divide
- 1974
  - Law and Disorder
- 1973
  - Gordon's War